# Julie Berwald
Julia Mathilda Berwald (Julie Berwald; * 14. Oktober 1822 in Stockholm; † 1. Januar 1877) war eine schwedische Opernsängerin.

## Leben und Wirken
Die Tochter des Geigers und Komponisten Johan Fredrik Berwald und der Sängerin Mathilda Berwald wurde von ihrer Mutter ausgebildet. Sie unternahm mit ihrer Mutter und ihren Schwestern Fredrique und Hedda erfolgreiche Konzerttourneen. Ende 1847 debütierte sie an der Königlichen Oper in Stockholm und wurde daraufhin für vier Jahre engagiert. Sie trat in Hauptrollen auf wie Rosina in Il barbiere di Siviglia, Alice in Robert le diable, Susanna in Le nozze di Figaro, Pamina in Die Zauberflöte, Agathe in Der Freischütz, Marie in La fille du régiment und Fiorilla in Il turco in Italia. Daneben trat sie 1851 auch in Kopenhagen auf. 1852 heiratete sie den Leutnant und späteren Hofmarschall Baron Gustav Georg Knut Åkerhielm af Margretelund (1813–1895) und beendete ihre Bühnenlaufbahn. 1853 wurde sie mit der Mitgliedschaft in der Königlich Schwedischen Musikakademie geehrt.